# هانس اولریش کلینچ
هانس اولریش کلینچ (به آلمانی: Hans Ulrich Klintzsch) (زاده ۴ نوامبر ۱۸۹۸ ، مرگ ۱۷ اوت ۱۹۵۹) یک نظامی آلمانی در دوره رایش سوم از سال ۱۹۲۱ تا سال ۱۹۲۳ رهبر کل اس آ بود.وی پس از خود رهبری اس‌آ را به هرمان گورینگ سپرد و به خدمتش در لوفت‌وافه بازگشت.